# Коршунов, Александр Фомич
Александр Фомич Ко́ршунов (бел. Аляксандр Фаміч Коршунаў; 1924—1991) — белорусский советский литературовед, текстолог. Кандидат филологических наук (1956). Лауреат Государственной премии Белорусской ССР имени Якуба Коласа (1980).

## Биография
Родился в деревне Полишино (ныне — в Горецком районе Могилёвской области).
Участник Великой Отечественной войны. 27 сентября 1943 года был мобилизован в ряды РККА. В составе войск 3-го Белорусского фронта участвовал в боях за освобождение Орши, Витебска. 14 ноября 1943 года был тяжело ранен. После ампутации ноги в 1944 году демобилизован как инвалид Великой Отечественной войны.
Окончил Белорусский государственный университет (1956).
В 1954—1991 годах — в Академии наук Белорусской ССР, старший научный сотрудник Института литературы имени Янки Купалы.
Умер 12 июля 1991 года в Минске.

## Научная деятельность
Исследовал историю древней белорусской литературы, творчество Ф. Скорины, С. Будного, В. Тяпинского, А. Филипповича, церковно-полемическую и мемуарную литературу XVI—XVII веков.
Подготовил к изданию «Баркулабовскую летопись» и «Письма» Ф. Кмиты-Чернобыльского, «Дневники» Ф. Евлашовского и Я. Цедровского, «Предисловия и послесловия» Ф. Скорины (совместно с Николаем Прошковичем, 1969).

## Награды
- Государственная премия БССР имени Якуба Коласа (1980)
- Почётная Грамота Президиума Верховного Совета Белорусской ССР — за участие в подготовке «Гісторыі беларускай дакастрычніцкай літаратуры» (1968).
- орден Отечественной войны II степени (30.5.1951, был представлен к ордену Красной Звезды)
- орден Отечественной войны I степени (11.03.1985)
- медаль Франциска Скорины (1991)
- медаль «За отвагу» (1968)